# Eugenio Lascorz
Eugenio Lascorz y Labastida (Zaragoza, 26 de marzo de 1886 - Madrid, 1 de junio de 1962) fue un abogado español que afirmó ser descendiente de la familia medieval Láscaris (creyendo que su apellido Lascorz era una corrupción de Láscaris), que había gobernado el Imperio bizantino en Nicea de 1204 a 1261. En 1917, cambió su nombre legal a Eugenio Láscaris-Comneno (típicamente abreviado como Eugenio Láscaris). Como el supuesto emperador titular de Constantinopla, Eugenio usó el nombre real de Eugenio II Lascaris Comneno. Además de sus reclamaciones reales e imperiales, que apoyó creando genealogías inventadas y fabricadas, Lascorz también reclamó los títulos de «Príncipe Porfirogéneta», Duque de Atenas y Gran Maestre de la Orden Constantiniana de San Jorge y de una orden autoproclamada, la «Orden de San Eugenio de Trebisonda».
Aunque ejercía la abogacía, Lascorz también estaba interesado en la historia, especialmente la de la antigua Grecia y Bizancio, y publicó varios libros, tanto de ficción como de no ficción, explorando lo que percibía como la historia de sus antepasados. El trabajo de su vida fue su intento de que se le reconocieran sus reclamos y su deseo de reclamar el trono del Reino de Grecia y restaurar el Imperio Bizantino.
A pesar de haber sido expuesto como un falsificador en los medios españoles en 1953, Lascorz mantuvo sus afirmaciones hasta su muerte en 1962. Su afirmación de descender de la dinastía Laskaris fue continuada por su hijo Teodoro («Theodoro IX Lascaris Comnenus», 1921–2006) y su nieto Eugenio («Eugenio III Lascaris Comnenus», nacido en 1975).

## Biografía

### Ascendencia e infancia
Eugenio Lascorz y Labastida nació en Zaragoza el 26 de marzo de 1886 y siguiendo las costumbres españolas, tomó los apellidos de sus dos padres, Manuel Lascorz y Serveto (nacido en 1849) y Carmen Labastida y Paschal (nacida en 1857). Fue bautizado dos días después de su nacimiento en la iglesia parroquial de Nuestra Señora del Pilar. Sus abuelos paternos fueron el obrero Victorián Lascorz y Abad y Raimunda Serveto; sus abuelos maternos fueron Manuel Labastida y Ramona Pascual. Su bisabuelo (padre de Victorián) era un hombre llamado Alonso Lascorz y Cerdán. La familia Lascorz, y los demás antepasados de Eugenio, eran de origen vasco, no griego, y probablemente formaron parte de una afluencia de inmigrantes que habían llegado a Zaragoza en el tercer cuarto del siglo XIX.
La familia Lascorz era rica. El padre de Eugenio, Manuel, había estudiado Derecho y lengua latina y era un hombre importante en Zaragoza, trabajando como secretario de la diputación provincial. Manuel y Carmen tuvieron tres hijos, siendo Eugenio el menor. Tenía un hermano mayor, Lorenzo (1877–1900), y una hermana, Josefina (1881–1956). Tanto Eugenio como Lorenzo estudiaron en la Universidad de Zaragoza. Lorenzo estudió Medicina, mientras que Eugenio estudió Derecho. Mientras estudiaba en la universidad, Eugenio descubrió y quedó fascinado por la historia bizantina. Lorenzo murió en 1900 a la edad de 22 años, convirtiendo a Eugenio en el «heredero» de Manuel. Eugenio comenzó su carrera profesional como abogado en 1917. No está claro exactamente cuándo comenzó Lascorz con sus afirmaciones bizantinas. La tradición familiar posterior es que su padre «reveló» la historia familiar en su lecho de muerte el 5 de agosto de 1906, contando a Eugenio y Josefina que no era sólo Manuel Lascorz y Serveto, sino el príncipe Alexios Manuel Lascáris-Comneno, que había llegado a España con su padre, el príncipe Andrónico, huyendo de la persecución otomana. Los obituarios de Manuel decían que era «descendiente y heredero de la antigua familia imperial griega del mismo apellido, que huía de las ruinas de su patria».

### Reclamaciones y aspiraciones bizantinas

#### Intento de hacerse con el trono de Grecia
Lascorz, posiblemente inspirado por su padre, creía que su apellido era una corrupción de Láscaris, el nombre de una dinastía griega medieval que gobernó el Imperio bizantino en Nicea desde 1204 hasta 1261. Proclamando explícitamente su deseo de restaurar la antigua gloria del Imperio bizantino, Lascorz fue un proponente de la Gran Idea: las aspiraciones griegas de conquistar el antiguo territorio bizantino, incluida Constantinopla, y restaurar las fronteras de Bizancio. Se embarcó en una campaña que intentaba asegurar el reconocimiento de su ascendencia real cambiando su identidad legal sustituyendo «Lascorz» por «Láscaris» y buscando la aprobación en los tribunales españoles. Lascorz creía que su descendencia de los Láscaris podría otorgarle un derecho al trono del Reino de Grecia, una idea a la que dedicó el resto de su vida. En lugar de Eugenio Lascorz, su nuevo nombre legal fue Eugenio Láscaris-Comneno (a menudo abreviado como Eugenio Láscaris). En ese momento, Grecia estaba envuelta en una crisis de sucesión; tensión social y la abdicación del rey Constantino I ponía en duda el futuro de la Casa de Glücksburg.
En 1923, Lascorz emitió un manifiesto al pueblo griego, proclamándose a sí mismo «Príncipe Eugenio Láscaris Comnenus, heredero de los emperadores de Bizancio y pretendiente al trono de Grecia». Lascorz creía que su supuesta ascendencia bizantina iba bien con los sueños griegos de glorias pasadas como la Gran Idea. La monarquía griega fue abolida en 1924 a favor de la Segunda República helénica. La abdicación de Jorge II de Grecia supuso el final momentáneo del gobierno de la Casa de Glücksburg sobre Grecia. Lascorz aprovechó este interregno para tratar de impulsar su reclamo al trono griego, escribiendo a varias figuras griegas influyentes. Según Lascorz, ya había recibido la bendición del patriarca de Constantinopla, Melecio IV, en 1922, y en 1927 Lascorz y su hijo mayor, Teodoro, supuestamente recibieron algunos honores por parte del patriarca ortodoxo griego de Jerusalén, Damián I Los archivos de la familia Láscaris contienen documentos que, según afirman, fueron enviados a principios de la década de 1920 por Eleftherios Venizelos, el ex primer ministro de Grecia, durante su autoexilio en París, supuestamente considerando seriamente a Lascorz como candidato al trono griego. Según periódicos y emisiones de radio contemporáneos en España, varios diputados griegos habían expresado interés en ofrecer la corona griega a Lascorz. Los descendientes modernos de Lascorz explican que la candidatura de Lascorz al trono griego acabó en nada, incluso después de que Venizelos se convirtiera en primer ministro nuevamente en 1928, debido a la crisis económica y la inestabilidad política que asola el país y cualquier plan potencial para convertir a Lascorz en rey olvidado.

#### Falsificaciones genealógicas
En 1935, Lascorz inventó una elaborada genealogía, que alteró notablemente su propia historia familiar. Su abuelo Victoriano fue sustituido por el «Príncipe Andrónico Teodoro Láscaris», supuestamente descrito por su padre en su lecho de muerte. El bisabuelo paterno de Eugenio, Alonso, fue sustituido por un «príncipe Teodoro Láscaris, Porfirogéneta». En las décadas de 1940 y 1950, Láscaris emprendió una serie de esfuerzos para fortalecer su reivindicación imperial. En 1946, intentó expandir su «Orden Soberana e Imperial de Constantino el Grande» y su propia orden de Santa Elena en organizaciones internacionales. En 1948 Lascorz comenzó a publicar su propia revista, Partenón, con la Asociación Cultural Greco-Española (una organización con sede en Madrid) y el 15 de septiembre de 1950 fundó la Academia y Universidad Internacional Filo Bizantina (IPHBAU), una «extensión cultural» de sus autoproclamadas órdenes de caballería, que también tenía su propia revista.
Genealogías posteriores en 1947 y 1952, que nuevamente cambiaron los nombres de los antepasados de Eugenio, agregaron más supuestos «príncipes» y alteraron sus relaciones, contradiciendo su primera genealogía. La versión de 1952 de la genealogía, la primera en referirse al padre de Eugenio como «Alexios Manuel», contradice explícitamente las versiones anteriores de Eugenio, que había intentado obtener la aprobación de los tribunales españoles. Lascorz obtuvo el «reconocimiento» de varios tribunales en Italia. Estos tribunales no investigaron sus reclamos, ni tenían la competencia o autoridad para proclamar a alguien como pretendiente al trono del Imperio Bizantino o el Reino de Grecia. Lascorz se casó con una mujer llamada Nicasia Justa Micolau y Traver Blasco y Margell y tuvo varios hijos. Cada uno recibió nombres de la antigua realeza bizantina, como Teodoro, Constantino, Alejandro y Juan Arcadio.
Lascorz no hizo contribuciones intelectuales al mundo legal durante sus años como abogado, realizando tareas prácticas y trabajando. Durante el régimen de Franco, Lascorz ejerció de juez militar. Partidario decidido del régimen, Lascorz, su mujer y su hijo Teodoro escribieron a Franco en varias ocasiones. La oficina de Franco respondió, dirigiéndose a Lascorz y su familia con sus títulos autoproclamados.
Lascorz se dedicó al estudio de la Antigua Grecia y Bizancio, sin embargo, y escribió varios libros sobre historia griega. Sus publicaciones bizantinas no se limitaron a obras históricas. Tan pronto como se mudó a Madrid en 1943, Lascorz publicó la obra Calígrafia grieca y byzantina, una colección de ejercicios de caligrafía, comenzando con el calco y luego pasando a reproducciones de iniciales reales griegas y bizantinas antiguas, manuscritos y firmas. En 1956, Lascorz publicó Caliniki: Evocación histórica, un cuento centrado en una niña ficticia lacedemoniana llamada Cali Cabasileas de la época del emperador Manuel Cantacuceno, que se enamora de Andrónico, un cortesano del emperador.

### La polémica de la hidalguía
Hubo muchos en España que apoyaron las pretensiones dinásticas de Lascorz. Entre sus partidarios más notables estaba Norberto de Castro y Tosi, profesor y amigo costarricense que publicó una biografía suya en 1989, titulada Eugenio II, un príncipe de Byzancio. La biografía de Castro fue muy favorable a Lascorz, dejando de lado muchos episodios que podrían haber suscitado polémica, como su apoyo a Franco.
En 1953 y 1954, Lascorz y su familia, ahora prominentes miembros de la alta sociedad de Madrid, fueron el foco de la «polémica de Hidalguía», apareciendo en una serie de artículos en revistas españolas, incluido uno llamado «Hidalguía», que lo identificaba públicamente como un falsificador. Esto llevó a que fueran estigmatizados socialmente. La controversia tuvo sus raíces en una campaña iniciada por la Santa Sede en 1952 contra lo que el papado consideraba órdenes de caballería fraudulentas. Esta campaña había sido muy publicitada en los medios españoles en 1953, cuando las negociaciones entre el papado y el gobierno español —el Concordato de 1953— estaban llegando a su fin. Dado que Lascorz estaba al frente de varias órdenes y organizaciones vistas por el Vaticano como órdenes falsas, despertó repetidamente recelos en el gobierno y las autoridades españolas. Es poco probable que Lascorz hubiera atraído suficiente atención como para ser expuesto si no hubiera promovido públicamente su orden en Madrid. Otorgó numerosos títulos nobiliarios a sus amigos y simpatizantes atrayendo la atención de las autoridades y la verdadera nobleza española. El 23 de abril de 1953, un artículo del periódico ABC, «Falsas órdenes de caballería y falsos títulos nobiliarios», identificó a Lascorz como un falsificador y sus órdenes e instituciones como falsas, afirmando que Lascorz violó «no sólo los principios del derecho eclesiástico, sino también la soberanía del Estado español». En números posteriores, el periódico también publicó y reprochó las respuestas de Lascorz al artículo, señalando que el gobierno español no había aprobado sus órdenes.
Más dañinos que los artículos de ABC fueron los artículos publicados a principios de 1954 en Hidalguía que denunciaban y desacreditaban las afirmaciones de Lascorz, a veces en un tono algo humorístico. El autor de estos artículos, José María de Palacio, marqués de Villareal de Álava, escribió que Lascorz se había valido de su conocimiento del ordenamiento jurídico y de la complicidad o ignorancia de determinadas personas clave para realizar engaños y falsificaciones jurídicas para transformar su identidad e insertarse como descendiente de la dinastía de los Láscaris. Además, Palacio sugirió correctamente que el objetivo final de este plan era ganar el trono de Grecia. El 13 de marzo de ese mismo año, la familia Lascorz respondió a través de una entrevista de Teodoro (hijo mayor de Eugenio y portavoz de la familia por la avanzada edad de Eugenio) en el diario madrileño, en la que aseguraba que Palacio era un «viejo enemigo» de la familia e intentaba activamente «perseguirlos». Durante el resto de la década de 1950, cualquier referencia a Lascorz y su familia se dividió entre los que los apoyaban o, más comúnmente, los que se oponían.

### Últimos años y fallecimiento
A pesar de la prensa negativa, Lascorz siguió insistiendo en sus afirmaciones. El 29 de octubre de 1955, emitió una proclamación al pueblo de Chipre, entonces Colonia de la Corona británica y aún no un país independiente, con la esperanza de que se liberaran y lo proclamaran monarca. En la proclama, Lascorz destacaba su supuesta descendencia del «Príncipe Andrónico Teodoro Láscaris», «héroe de la Guerra de Independencia griega», y finalizaba el texto con «¡Viva Grecia! ¡Viva Chipre! ¡Viva la Gran Idea, ni muerta ni olvidada!». La proclamación recibió poca atención en Chipre.
En 1961, un tribunal de Zaragoza dictaminó que el cambio de nombre de Lascorz a Láscaris había sido ilegítimo y revirtió legalmente su apellido al apellido que tenía al nacer, Lascorz y Labastida. Las razones de la decisión no están claras, aunque podría deberse al período anterior de controversia. Lascorz falleció en Madrid el 1 de junio de 1962. Su muerte atrajo cierta atención de los medios, por ejemplo, se informó en la edición del 26 de julio del periódico colombiano Diario de Boyacá y en la edición del 15 de agosto del periódico francés Lyon-Información (también conocido como Independance) bajo el título «L'Hellénisme en deuil: Son Altesse Impériale et Régent le Prince Flavius Eugène II Láscaris Comnène» [El helenismo de luto: Su Alteza Imperial y Real el Príncipe Flavio Eugenio II Láscaris Comneno].

## Legado
Los hijos de Lascorz continuaron manteniendo sus pretensiones y sus autoproclamadas órdenes de caballería. Sus descendientes, la familia Láscaris o Láscaris-Comneno, sobreviven hasta nuestros días. Muchos de sus hijos abandonaron España agotados por las polémicas en las que se vio envuelta la familia. Su heredero como «emperador titular» fue su hijo mayor, Teodoro Láscaris-Comneno («Teodoro IX», 27 de octubre de 1921 - 20 de septiembre de 2006), que cruzó el Atlántico junto con los otros hijos varones de Eugenio, Juan Arcadio y Constantino. Teodoro, Juan Arcadio y Constantino trabajaron como profesores en América Latina, enseñando en universidades de Costa Rica, Venezuela y Colombia. Teodoro propagó la idea de que las Américas representan la «Nueva Bizancio» y la «Cuarta Roma»; donde la fe cristiana, el pensamiento occidental y la civilización griega continuarían sobreviviendo. El hijo menor, Constantino Láscaris, quien murió en 1979, disfrutó de una notable carrera académica como filósofo en Costa Rica.
El hijo de Teodoro, Eugenio (nacido el 10 de octubre de 1975), o «Eugenio III Teodoro Mauel Láscaris Comneno», mantiene las pretensiones de su familia. Hasta el día de hoy, los partidarios de la familia sostienen que Lascorz era legítimo y que era un restaurador de las instituciones bizantinas tradicionales.

### Citas
1. 1 2 3  New Byzantium,.
2. 1 2 3 4 5 6 7  Pseudo Lascaris Princes,.
3. 1 2 3  Domingo, 2017, p. 41.
4. 1 2 3 4 5  Domingo, 2017, p. 17.
5. ↑  Domingo, 2017, p. 42.
6. ↑  Domingo, 2017, p. 43.
7. 1 2  Domingo, 2017, p. 44.
8. 1 2  Hernández de la Fuente, 2019, p. 253.
9. ↑  Domingo, 2017, p. 45.
10. ↑  Domingo, 2017, p. 49.
11. ↑  Domingo, 2017, p. 51.
12. ↑  Domingo, 2017, p. 53.
13. ↑  Domingo, 2017, p. 54.
14. ↑  Hernández de la Fuente, 2019, p. 255.
15. ↑  Hernández de la Fuente, 2019, p. 256.
16. 1 2 3 4  Domingo, 2017, p. 26.
17. 1 2  Domingo, 2017, p. 22.
18. 1 2 3  Domingo, 2017, p. 25.
19. ↑  Hernández de la Fuente, 2019, p. 257.
20. ↑  Hernández de la Fuente, 2019, p. 258.
21. ↑  Domingo, 2017, p. 23.
22. ↑  Domingo, 2017, p. 24.
23. ↑  Hernández de la Fuente, 2019, p. 260.
24. 1 2  Hernández de la Fuente, 2019, p. 259.
25. ↑  Domingo, 2017, p. 27.
26. ↑  Domingo, 2017, p. 28.
27. ↑  Domingo, 2017, p. 29.
28. ↑  Domingo, 2017, pp. 139–140.
29. ↑  Domingo, 2017, pp. 140–141.
30. 1 2 3  Domingo, 2017, p. 30.
31. ↑  Domingo, 2017, p. 141.
32. 1 2  Domingo, 2017, p. 15.
33. 1 2 3  Hernández de la Fuente, 2019, p. 261.
34. ↑  Feldman, 2008, p. 135.